# A Comore-szigeteken történt légi közlekedési balesetek listája
A Comore-szigeteken történt légi közlekedési balesetek listája mind a halálos áldozattal járó, mind pedig a kisebb balesetek, meghibásodások miatt történt, gyakran csak az adott légiforgalmi járművet érintő baleseteket is tartalmazza évenkénti bontásban.

## A Comore-szigeteken történt légi közlekedési balesetek

### 1996
- 1996. november 23., Grande Comore szigeten. Az Ethiopian Airlines 961-es járata, egy Boeing 767-260ER típusú repülőgép üzemanyaga elfogyott, miután gépeltérítők ragadták magukhoz az irányítást. A repülőgép a tengeren hajtott végre kényszerleszállást. A repülőn 163 utas (közülük 3 gépeltérítő), valamint 12 fős személyzet tartózkodott. A gépen lévők közül 125 fő, köztük a 3 gépeltérítő vesztette életét a tragédiában. Az 50 túlélőből 46 szerzett különböző fokú sérüléseket.[1]